# Rhagodospus babylonicus
Rhagodospus babylonicus är en spindeldjursart som beskrevs av Roewer 1941. Rhagodospus babylonicus ingår i släktet Rhagodospus och familjen Rhagodidae. Inga underarter finns listade i Catalogue of Life.